# NGC 7349
NGC 7349 је спирална галаксија у сазвежђу Водолија која се налази на NGC листи објеката дубоког неба.
Деклинација објекта је - 21° 47' 48" а ректасцензија 22h 41m 14,7s. Привидна величина (магнитуда) објекта NGC 7349 износи 14,3 а фотографска магнитуда 15,1. NGC 7349 је још познат и под ознакама ESO 603-4, MCG -4-53-29, PGC 69488.